# Fraknói Károly
Fraknói Károly (eredeti neve: Friedlander Károly; 1934-ig) (Budapest, 1900. július 14. – Budapest, 1966. november 4.) magyar karnagy, zeneszerző, pedagógus.

## Életpályája
Szülei: Friedlander Izidor és Weisz Etelka voltak. Zenei tanulmányait a budapesti Nemzeti Zenedében tanulta Kladivkó Vilmos (hegedű) és Thomka István (zongora) tanítványaként. Ezt követően a budapesti Zeneakadémián Kemény Rezső (hegedű), Weiner Leó (zeneszerzés, kamarazene) és Zalánfy Aladár (orgona) tanította. 1922-ben az Állámi Színházak korrepetitora lett. 1923–1930 között a budapesti Városi Színházkarigazgatója, karmestere volt. 1930–1934 között a berlini Max Reinhardt színházak karmestereként dolgozott. 1935-től ismét a fővárosban működött. 1936-ban megalapította a Budapesti Női Kamarazenekart. 1939-től a Goldmark-zeneiskola oktatója volt. 1948–1960 között a budapesti Zeneművészeti Főiskola ének tanszakának tanára volt. 1950–1964 között a Magyar Állami Operaház korrepetitoraként tevékenykedett.
Sírja a Kozma utcai izraelita temetőben található (5B-8-18).

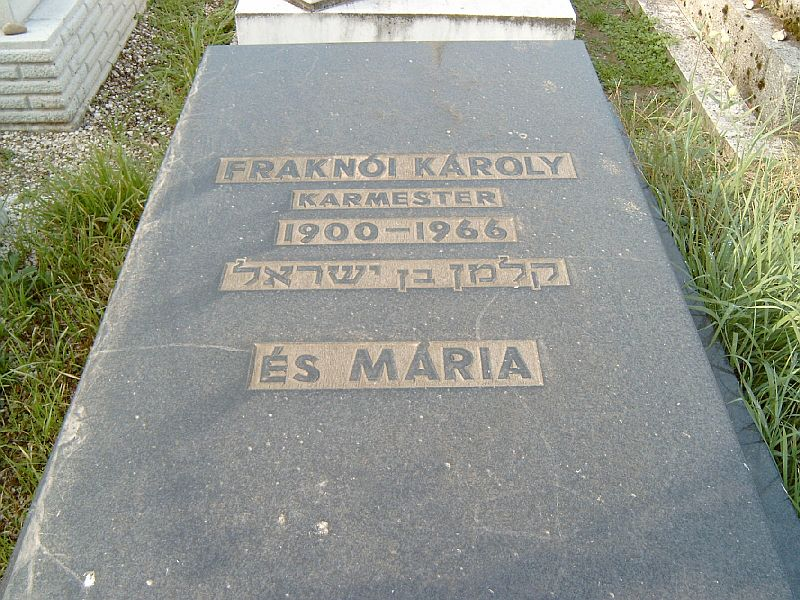
Fraknói Károly karnagy, zeneszerző, pedagógus sírja Budapesten. Kozma utcai izraelita temető 5B-8-18

## Művei
- Zsidó népi kórusok (gyűjtemény, Budapest, 1948)
- Két kórus (Budapest, 1954)
- József Attila kórusok (Budapest, 1958)